# Municipio de Kasson
El municipio de Kasson (en inglés: Kasson Township) es un municipio ubicado en el condado de Leelanau en el estado estadounidense de Míchigan. En el año 2010 tenía una población de 1609 habitantes y una densidad poblacional de 17,11 personas por km².

## Geografía
El municipio de Kasson se encuentra ubicado en las coordenadas 44°49′45″N 85°52′42″O / 44.82917, -85.87833. Según la Oficina del Censo de los Estados Unidos, el municipio tiene una superficie total de 94.02 km², de la cual 93,01 km² corresponden a tierra firme y (1,08 %) 1,01 km² es agua.

## Demografía
Según el censo de 2010, había 1609 personas residiendo en el municipio de Kasson. La densidad de población era de 17,11 hab./km². De los 1609 habitantes, el municipio de Kasson estaba compuesto por el 98,14 % blancos, el 0,25 % eran afroamericanos, el 0,5 % eran amerindios, el 0,37 % eran asiáticos, el 0,25 % eran de otras razas y el 0,5 % eran de una mezcla de razas. Del total de la población el 1,12 % eran hispanos o latinos de cualquier raza.